# Good Boy (песня)
«Good Boy» — песня, записанная южнокорейским дуэтом GD X Taeyang, участниками бой-бэнда Big Bang. Сингл был выпущен 21 ноября 2014 года как второй хип-хоп проект от YG Entertainment, первым из которых был «Niliria» G-Dragon с участием Мисси Эллиотт годом ранее. Сингл был написан G-Dragon, который также продюсировал его вместе с The Fliptones и Freedo. «Good Boy» возглавил чарт Billboard World Digital Songs и попал в топ-5 хитов Gaon Digital Chart. Кроме того, был выпущен физический сингл, который возглавил чарт альбомов Gaon.

## Релиз и продвижение
17 ноября YG Entertainment объявили о новом хип-хоп проекте G-Dragon, который сотрудничает с другим артистом. На следующий день выяснилось, что им будет Тхэян. 20 ноября был выпущен тизер-трейлер, в котором было объявлено, что сингл получил название «Good Boy», а выпуск состоится 21 ноября. Трек возглавил южнокорейские музыкальные онлайн-сервисы и чарты iTunes в семи странах после выпуска.
Для продвижения сингла был выпущен видеоклип Колина Тилли. По состоянию на апрель 2016 года «Good Boy» превысил 100 миллионов просмотров на YouTube, что сделало BigBang первой корейской мужской группой, три музыкальных клипа которой преодолели эту отметку. Это видео было представлено в качестве YouTube Music Moment на YouTube Music Awards 2015. По состоянию на март 2023 клип имеет 352 миллиона просмотров.
Также было выпущено видео танцевальной практики, демонстрирующее танцевальную хореографию Пэррис Гобель.

## Критика
«Good Boy» получил в целом положительные отзывы. Fuse назвал его «удивительной клубной песней», также назвав её одной из 10 лучших песен ноября 2014 года, написав, что это «огромный EDM/хип-хоп хит, который кажется следующим "Turn Down for What"». Он также занял 15-е место в рейтинге Fuse «41 лучших песен 2014 года».
Billboard дал положительный отзыв, заявив: «[G-Dragon и Тхэян] на вершине вокала, рэпа и танцев в одном из самых эпических клубных треков года» и поместил сингл на третье место в своём рейтинге «Лучшие песни K-Pop 2014 года», считая, что дуэт «вряд ли похож на совместную работу, а больше на сплоченного артиста».
Джастин Блок из Complex считает, что «Good Boy» «мгновенно сморщит ваше лицо, когда ударит дроп», что делает «совершенно невозможным не почувствовать себя G-Dragon и Тхэяном» в этой песне.

## Награды
| Year | Организация          | Награда            | Итог   | Прим.  |
| ---- | -------------------- | ------------------ | ------ | ------ |
| 2015 | YouTube Music Awards | Заслуженный артист | Победа | [ 14 ] |

| Программа      | Дата           | Прим.  |
| -------------- | -------------- | ------ |
| Inkigayo (SBS) | 30 ноября 2014 | [ 15 ] |
| Inkigayo (SBS) | 4 января 2015  | [ 16 ] |

## Список композиций
- Цифровая дистрибуция[17]

1. "Good Boy"  – 4:05

- CD-сингл[18][19]

1. "Good Boy" – 4:05
2. "Good Boy" (а капелла) – 4:05
3. "Good Boy" (Инструментальная) – 4:05
4. "Good Boy" (MR) – 4:05

## Коммерческий успех
«Good Boy» дебютировал под номером пять в южнокорейском цифровом чарте Gaon с 169 139 дистрибуциями. Физическое издание, выпущенное на месяц позже, после выпуска возглавило чарт альбомов Gaon.
Песня заняла первое место в чарте Billboard World Digital Songs, что стало третьим разом, когда корейская группа возглавила данный чарт после PSY и 2NE1.

## Чарты

### Недельные чарты
| Чарт (2014)                         | Высшая позиция |
| ----------------------------------- | -------------- |
| Финляндия Download (Latauslista)    | 21             |
| Республика Корея (Gaon)             | 5              |
| Республика Корея Albums (Gaon)      | 1              |
| США World Digital Songs (Billboard) | 1              |

### Годовые чарты
| Чарт (2014)                         | Позиция |
| ----------------------------------- | ------- |
| Республика Корея (Gaon)             | 97      |
| США World Digital Songs (Billboard) | 13      |
| Чарт (2015)                         | Позиция |
| Республика Корея (Gaon)             | 92      |

## Продажи
| Страна                  | Продажи              |
| ----------------------- | -------------------- |
| Республика Корея (Gaon) | 1,260,683 (цифровые) |
| Республика Корея (Gaon) | 25,000 (физические)  |
| США (Billboard)         | 5,000                |